# Palazzo Simonetti e Guerra
Il Palazzo Simonetti e Guerra è un palazzo rinascimentale di Roma, situato al civico 85 di via del Gesù, nel rione Pigna, di fronte allo sbocco di via della Pigna.
Fu costruito nel XVI secolo per la famiglia Simonetti. 
La sua caratteristica più rilevante è la trabeazione del portale, che in precedenza si credeva provenisse da un antico tempio romano, ma che ora è noto come una bellissima opera rinascimentale basata su un modello classico.